# McConnelsville
McConnelsville – wieś w Stanach Zjednoczonych, w stanie Ohio, siedziba administracyjna hrabstwa Morgan.